# Lampromyia namaquaensis
Lampromyia namaquaensis är en tvåvingeart som beskrevs av Elisabeth K. Stuckenberg 1960. Lampromyia namaquaensis ingår i släktet Lampromyia och familjen Vermileonidae. Inga underarter finns listade i Catalogue of Life.